# Mesoclemmys
Mesoclemmys es un género de tortugas de la familia Chelidae. Incluye 11 especies que se distribuyen por la mayor parte Sudamérica, especialmente en el norte. El nombre de Mesoclemmys viene del griego: "mesos" significa mitad o entremedias, y "klemmys" tortuga; la tortuga intermedia, refiriéndose a su posición entre los géneros Hydraspis y Platemys.

## Especies
Se reconocen a las siguientes especies:
- Mesoclemmys dahli (Zangerl & Medem, 1958) - Tortuga cabeza de sapo de Dahl.[3]
- Mesoclemmys gibba (Schweigger, 1812) - Tortuga cabeza de sapo de Gibba.[4]
- Mesoclemmys hogei (Mertens, 1967) - Tortuga cabeza de sapo de Hoge.[5]
- Mesoclemmys nasuta (Schweigger, 1812) - Tortuga cabeza de sapo de Guayana.[4]
- Mesoclemmys perplexa Bour & Zaher, 2005 - Tortuga cabeza de sapo de Brasil.[6]
- Mesoclemmys raniceps (Gray, 1856) - Tortuga cabeza de sapo de línea negra.[7]
- Mesoclemmys sabiniparaensis Cunha et al., 2022 - Tortuga cabeza de sapo de Araguaia.[8]
- Mesoclemmys tuberculata (Luederwaldt, 1926) - Tortuga cabeza de sapo tuberculada.[9]
- Mesoclemmys vanderhaegei (Bour, 1973) - Tortuga cabeza de sapo de Vanderhaege.[10]
- Mesoclemmys wermuthi (Mertns, 1969) - Tortuga cabeza de sapo de Wermuth.[11]
- Mesoclemmys zuliae (Pritchard & Trebbau, 1984) - Tortuga cabeza de sapo del Zulia.[12]

Además, se reconocen la siguiente especie fósil: 
- † Mesoclemmys vanegasorum (Cadena et al., 2020) - Formación La Victoria, Laventense (Mioceno medio), Colombia.[13]